# Danh sách chương trình của EXO
Danh sách các chương trình của nhóm nhạc nam Hàn–Trung Quốc EXO bao gồm các chương trình truyền hình, các chương trình radio cũng như các buổi trò chuyện trực tiếp của nhóm. EXO được thành lập bởi SM Entertainment vào năm 2011, bao gồm 12 thành viên được chia thành hai nhóm nhỏ là EXO-K và EXO-M và hiện tại là 9 thành viên và hai nhóm nhỏ EXO-CBX và EXO-SC.

## Cuộc thi
| Năm  | Cuộc thi                     | Kênh | Thành viên tham gia                                                                                              | Nội dung        | Huy chương | Nguồn |
| ---- | ---------------------------- | ---- | --- | --------------- | ---------- | ----- |
| 2013 | Đại hội Thể thao Idol (ISAC) | MBC  | Team A: Chanyeol, Suho, Baekhyun, Sehun, Tao, LuHan Team B: Suho, Baekhyun, Sehun, Kai, Xiumin, Kris, Tao, LuHan | Nhảy cao        | Bạc        | [ 1 ] |
| 2013 | Đại hội Thể thao Idol (ISAC) | MBC  | Team A: Chanyeol, Suho, Baekhyun, Sehun, Tao, LuHan Team B: Suho, Baekhyun, Sehun, Kai, Xiumin, Kris, Tao, LuHan | Futsal          | Đồng       | [ 2 ] |
| 2014 | Đại hội Thể thao Idol (ISAC) | MBC  | Team A: Xiumin, Tao, LuHan                                                                                       | Futsal Nhảy cao |            | [ 3 ] |
| 2015 | Đại hội Thể thao Idol (ISAC) | MBC  | Xiumin, Tao | Futsal Bóng rổ  | Vàng       |       |
| 2015 | Đại hội Thể thao Idol (ISAC) | MBC  | Xiumin, Tao | Futsal Bóng rổ  | Bạc        |       |
| 2016 | Đại hội Thể thao Idol (ISAC) | MBC  | Xiumin | Futsal          |            |       |
| 2017 | Đại hội Thể thao Idol (ISAC) | MBC  | Chanyeol, Suho, Sehun                                                                                            | Bắn cung        |            |       |
| 2018 | Đại hội Thể thao Idol (ISAC) | MBC  | Chanyeol | Bowling         | Vàng       |       |
| 2019 | Đại hội Thể thao Idol (ISAC) | MBC  | Chanyeol | Bowling         | Vàng       | [ 4 ] |

## Chương trình truyền hình

### Chương trình về nhóm
| Năm  | Chương trình                              | Kênh                     | Số tập                       | Ghi chú                               | Nguồn       |
| ---- | ----------------------------------------- | ------------------------ | ---------------------------- | ------------------------------------- | ----------- |
| 2013 | EXO Midsummer Nights Growl                | YouTube (Naver Starcast) |                              | Chiếu tại kênh của SMTOWN             |             |
| 2013 | EXO's Showtime                            | MBC                      | 12                           |                                       | [ 5 ]       |
| 2014 | Exo's First Box                           |                          |                              | DVD                                   | [ 6 ]       |
| 2014 | XOXO EXO                                  | Mnet                     | 4                            |                                       |             |
| 2014 | Exo 90:2014                               | Mnet                     | 11                           |                                       | [ 7 ] [ 8 ] |
| 2015 | Exo's Second Box                          |                          |                              | DVD                                   |             |
| 2015 | SurpLines Exo                             | LINE TV                  | 1                            |                                       |             |
| 2015 | Exo Channel                               |                          | 21                           |                                       | [ 9 ]       |
| 2015 | Kang Shifu Iced Red Tea                   |                          | Chương trình đặc biệt về EXO |                                       |             |
| 2016 | Exomentary Live                           | V Live                   | 16                           |                                       |             |
| 2016 | EXO @ Stardust comeback talk              | KBS2                     |                              |                                       |             |
| 2016 | EXO Coming @ Abema TV                     |                          |                              |                                       |             |
| 2017 | Exo Tourgram                              | V Live                   | 30                           |                                       | [ 10 ]      |
| 2017 | Ko Ko Bop on One Summer Night             | V Live                   |                              |                                       |             |
| 2018 | Travel the World on Exo's Ladder Season 1 | Oksusu                   | 40                           | EXO-CBX                               |             |
| 2018 | Exo Arcade 1                              | V Live                   | 6                            |                                       |             |
| 2019 | Travel the World on Exo's Ladder Season 2 | Oksusu, TvN, YouTube     | 30                           |                                       |             |
| 2019 | Heart4U                                   | V Live                   |                              | Chương trình dành cho từng thành viên |             |
| 2020 | Workman                                   |                          |                              | Tập 34 (thiếu D.O., Xiumin)           |             |
| 2021 | EXO Arcade 2                              | YouTube                  | 6                            | Thiếu Suho, Chen                      | [ 11 ]      |

### Chương trình chung
| Năm  | Chương trình              | Kênh           | Ghi chú | Nguồn  |
| ---- | ------------------------- | -------------- | --- | ------ |
| 2012 | Happy Camp                | Hồ Nam TV      | EXO-M | [ 12 ] |
| 2013 | Running Man               | SBS            | Tập 171-172 (thiếu Chanyeol)                                                                                         |        |
| 2013 | Happy Camp                | Hồ Nam TV      | |        |
| 2013 | Beatles Code 2            | Mnet           | Chanyeol, Suho, Chen, Kai, LuHan (tập ngày 2 tháng 7) Suho, Xiumin, Baekhyun, Sehun, D.O., Lay (tập ngày 26 tháng 8) | [ 13 ] |
| 2013 | Weekly Idol               | MBC            | Tập 103, 108 | [ 14 ] |
| 2014 | Happy Camp                | Hồ Nam TV      | |        |
| 2014 | Entertainment Weekly      | KBS World      | Phỏng vấn |        |
| 2014 | Infinite Challenge        | MBC            | Tập 366 |        |
| 2015 | Entertainment Weekly      | KBS World      | Guerilla Date | [ 15 ] |
| 2015 | EXO Comeback Special      | Naver Starcast | |        |
| 2015 | Music Video Bank Stardust | KBS            | [ 16 ] |        |
| 2016 | Infinite Challenge        | MBC            | Tập 498 | [ 17 ] |
| 2016 | MBC K-pop Hidden stage    | MBC            | Tập 5, 6 |        |
| 2016 | Start Show 360            | MBC            | | [ 18 ] |
| 2016 | Fantastic Duo             | SBS            | Chỉ có Chanyeol, Suho, Chen, D.O., Baekhuyn, Xiumin (Tập 3-4)                                                        | [ 19 ] |
| 2016 | Entertainment Weekly      | KBS World      | | [ 20 ] |
| 2016 | Happy Together            | KBS2           | Chỉ có Chanyeol, Suho, Chen (Tập 456)                                                                                | [ 21 ] |
| 2017 | JYP's Party People        | SBS            | Tập 10 | [ 22 ] |
| 2017 | Knowing Brothers          | JTBC           | Tập 85 | [ 23 ] |
| 2018 | Knowing Brothers          | JTBC           | Tập 159 |        |
| 2018 | Sukkiri Nippon TV         |                | Quáng bá tại Nhật |        |
| 2018 | SMTOWN in Dubai Behind    | YouTube        | Kênh !t Live |        |
| 2019 | My Little Television      | MBC            | EXO-SC (Tập 18, 19)                                                                                                  |        |
| 2019 | Radio Star                | MBC            | Tập 646 (thiếu D.O., Xiumin)                                                                                         | [ 24 ] |
| 2019 | Section TV Interview      | MBC            | EXO-SC | [ 25 ] |
| 2019 | Knowing Brothers          | JTBC           | Tập 208 (thiếu D.O., Xiumin)                                                                                         |        |
| 2020 | After Mom Falls Asleep    | YouTube        | EXO-SC | [ 26 ] |

### Chương trình cá nhân
| Năm         | Chương trình                  | Kênh        | Thành viên               | Vai trò           | Ghi chú                  | Nguồn |
| ----------- | ----------------------------- | ----------- | ------------------------ | ----------------- | ------------------------ | ----- |
| 2013        | Dancing 9                     | Mnet        | Lay, Kai                 | Khách mời         |                          |       |
| 2013        | Hello Counselor               | KBS         | Kris, Chanyeol, Suho     | Khách mời         | Tập 131                  |       |
| 2013        | Hello Counselor               | KBS         | Lay, Kai                 | Khách mời         | Tập 145                  |       |
| 2013        | We Got Married                | MBC         | Suho, Kai                | Khách mời         | Taemin, Son Na-eun       |       |
| 2014        | The Generation Show           | Shenzhen TV | Xiumin, Lay              | Khách mời         |                          |       |
| 2014        | We Got Married Global Version | MBC         | Suho, Chanyeol           | Khách mời         | Key, Yagi Arisa          |       |
| 2014        | Running Man                   | SBS         | Kai, Sehun               | Khách mời         | Tập 209                  |       |
| 2015        | Hello Counselor               | KBS         | Baekhyun, Chanyeol, Chen | Khách mời         | Tập 220                  |       |
| 2015        | The Return Of Superman        | KBS2        | Chanyeol, Baekhuyn       | Khách mời         | Tập 79                   |       |
| 2016        | Travel without Manager        | Cookat TV   | Xiumin, Chen             | Nhân vật chính    | 8 tập                    |       |
| 2016        | The Return Of Superman        | KBS2        | Xiumin, Chen             | Khách mời         | Tập 148                  |       |
| 2016        | Idol King of Cooking          | MBC         | Suho, Baekhyun           | Thí sinh tham gia |                          |       |
| 2016        | Sugar Man                     | JTBC        | Chen, Chanyeol           | Khách mời         | Tập 32                   |       |
| 2017        | Let's Eat Dinner Together     | JTBC        | Suho, Chanyeol           | Khách mời         | Tập 39                   |       |
| 2017        | Hello Counselor               | KBS         | Suho, Sehun              | Khách mời         | Tập 347                  |       |
| 2018        | The Return Of Superman        | KBS2        | Chanyeol, Kai            | Khách mời         | Tập 265                  |       |
| 2018        | Happy Together 4              | KBS2        | Baekhuyn, Sehun          | Khách mời         | Tập 5                    |       |
| 2018 - 2019 | LEE SU GEUN CHANNEL           | YouTube     | Baekhuyn, Kai, Sehun     | Khách mời         | 7 tập (kênh 이수근 채널) |       |
| 2019        | LEE SU GEUN CHANNEL           | YouTube     | Xiumin, Suho             | Khách mời         | 3 tập                    |       |
| 2020        | Amazing Saturday              | TvN         | Baekhyun, Chanyeol, Kai  | Khách mời         | Tập 118                  |       |
| 2021        | Hanok Tour                    | YouTube     | Xiumin, Chen             | Nhân vật chính    | Kênh EXO                 |       |

## Chương trình radio
| Năm  | Chương trình                                          | Kênh | Ghi chú                     | Nguồn  |
| ---- | ----------------------------------------------------- | ---- | --------------------------- | ------ |
| 2012 | Sukira Kiss The Radio                                 | KBS  | EXO-K                       |        |
| 2012 | Cool FM Super Junior's Kiss the Radio                 | KBS  | EXO-K                       |        |
| 2012 | Power FM Jung Sunhee's A Night Like Tonight           | SBS  | EXO-K                       |        |
| 2012 | Power FM Choi Hwajung's Power Time                    | SBS  | EXO-K                       |        |
| 2012 | Younha Starry Night Radio                             | MBC  | EXO-K                       |        |
| 2012 | Standard FM Shindong's Shimshimtapa                   | MBC  | EXO-K                       |        |
| 2012 | FM4U Joo Younghoon's 2PM Date                         | MBC  | EXO-K                       |        |
| 2012 | Seed 97.5 FM                                          |      | EXO-M                       |        |
| 2012 | Virgin Hitz 95.5 FM                                   |      | EXO-M                       |        |
| 2012 | (REC) Entertainment E Generation                      |      | EXO-M                       |        |
| 2013 | Arirang Sound K                                       |      | Kris, Suho, Baekhyun, Chen  |        |
| 2013 | SimSimTaPa                                            | MBC  | Tham gia 10 lần             | [ 27 ] |
| 2013 | Sukira Kiss The Radio (Super Junior's Kiss the Radio) | KBS  | Tham gia 10 lần             | [ 28 ] |
| 2013 | Yoo In Na Volume Up Radio                             | KBS  | Tham gia 2 lần              | [ 29 ] |
| 2013 | Jo Jung Chi, Harim’s 2 o’clock                        | KBS  | Luhan, Baekhyun, Chen, D.O. |        |
| 2013 | Lee Sora’s Gayo Plaza                                 | KBS  | Baekhyun, Chen, D.O.        |        |
| 2013 | Park Sohyun’s Love Game                               | SBS  | Tham gia 3 lần              | [ 30 ] |
| 2013 | Boom’s Young Street Radio                             | SBS  | Tham gia 5 lần              | [ 31 ] |
| 2013 | Cultwo Radio                                          | SBS  | Tham gia 3 lần              | [ 32 ] |
| 2013 | Kim Shinyoung's Noon Song of Hope                     | MBC  | Tham gia 2 lần              | [ 33 ] |
| 2013 | Standard FM Younha's Starry Night                     | MBC  | Tham gia 2 lần              | [ 34 ] |
| 2013 | FM4U Park Kyunglim's 2PM Date                         | MBC  | Tham gia 2 lần              |        |
| 2014 | SimSimTaPa                                            | MBC  | EXO-K                       |        |
| 2014 | This Morning's Jung Jiyoung                           | MBC  | Tham gia 2 lần              |        |
| 2014 | Sukira Kiss The Radio (Super Junior's Kiss the Radio) | KBS  | Tham gia 3 lần              |        |
| 2015 | Sunny FM Date                                         | MBC  | Tham gia 2 lần              | [ 35 ] |
| 2015 | Jonghyun’s Blue Night Radio                           | MBC  | Suho, Chanyeol, Chen        |        |
| 2015 | R Kim Shin Young’s Music Party                        | MBC  | Baekhyun, Sehun, Xiumin     |        |
| 2015 | Sukira Kiss The Radio (Super Junior's Kiss the Radio) | KBS  | Tham gia 3 lần              | [ 36 ] |
| 2015 | Yoo In Na Volume Up Radio                             | KBS  | Suho, Chen, Baekhyun        | [ 37 ] |
| 2016 | Kangta's Starry Night Radio                           | MBC  | EXO-CBX                     |        |
| 2016 | Cultwo Show                                           | SBS  | Tham gia 3 lần              | [ 38 ] |
| 2016 | Choi Hwajung's Power Time                             | SBS  | EXO-CBX                     | [ 39 ] |
| 2017 | Melon Radio Star DJ                                   |      | Xiumin, Suho, Chen, Kai     | [ 40 ] |
| 2017 | Kangta's Starry Night                                 | MBC  |                             |        |
| 2018 | Choi Hwa Jung's Power Time                            | SBS  | Tham gia 2 lần              | [ 41 ] |
| 2019 | Kim Shinyoung's Noon Song of Hope                     | MBC  | Tham gia 3 lần              |        |
| 2020 | Kang Hana’s Volume Up                                 | KBS  | EXO-SC                      | [ 42 ] |
| 2020 | Choi Hwajung's Power Time                             | SBS  | Tham gia 3 lần              | [ 43 ] |

## Chương trình live
| Chương trình                          | Năm  | Kênh   | Ghi chú                                      | Nguồn  |
| ------------------------------------- | ---- | ------ | -------------------------------------------- | ------ |
| EXO THE 1ST V LIVE                    | 2015 | V Live |                                              |        |
| EXO’s Car Broadcast                   | 2015 | V Live | Suho, Chanyeol, Baekhuyn                     |        |
| EXO CAST ON AIR                       | 2015 | V Live | Thiếu Lay                                    |        |
| Eating Show                           | 2017 | V Live | Chanyeol, Baekhuyn, D.O., Sehun              |        |
| EXO’s 5th anniversary                 | 2017 | V Live | Thiếu Lay                                    | [ 44 ] |
| GLOBAL VLIVE TOP 10                   | 2017 | V Live | Thiếu Lay                                    |        |
| Yizhibo Live Broadcast                | 2017 | V Live | Thiếu Lay                                    |        |
| GLOBAL VLIVE TOP 10                   | 2018 | V Live | Thiếu Suho, Lay                              |        |
| Monday's ChenBaekXi Vlive             | 2018 | V Live | EXO-CBX                                      | [ 45 ] |
| Thursday with MovingStudio            | 2018 | V Live | EXO-CBX                                      | [ 46 ] |
| Blooming Day Friday Broadcast         | 2018 | V Live | EXO-CBX                                      |        |
| TVXQ! VS. EXO Kingpin Match           | 2018 | V Live | Chen, Chanyeol, Yunho, Changmin Leeteuk (MC) | [ 47 ] |
| The 12th MUGI-BOX                     | 2018 | V Live | Thiếu Sehun, Lay                             | [ 48 ] |
| Hello EXO-L V Live                    | 2018 | V Live | Thiếu Lay                                    |        |
| Merry Christmas Vlive                 | 2018 | V Live | Thiếu Lay                                    |        |
| Will it be X-EXO or EXO?              | 2019 | V Live | Thiếu D.O., Xiumin, Lay                      |        |
| EXO-SC ‘What a life’ debut showcase   | 2019 | V Live | EXO-SC                                       | [ 49 ] |
| EXO-SC COUNTDOWN LIVE (Paradise View) | 2020 | V Live | EXO-SC                                       | [ 50 ] |
| EXO-SC SUMMER PARADISE                | 2020 | V Live | EXO-SC                                       | [ 51 ] |
| Everyone Come In                      | 2020 | V Live | EXO-SC                                       |        |